# Manuel Francisco Álvarez de la Peña
Manuel Francisco Álvarez de la Peña (Salamanca, 1727 - Madrid, 1797), escultor espanyol, membre de la primera generació d'escultors que es van formar a la Reial Acadèmia de Belles Arts de San Fernando, fruit del període il·lustrat espanyol.
Va estudiar a Roma, on se'l va sobrenomenar «El griego» per la seva tècnica clàssica, encara que va estar també clarament influït pel rococó. Va treballar més les seves obres en fusta que en pedra. Entre aquestes últimes es troben, per exemple, les seves escultures per a la Font d'Apol·lo de Madrid.

## Obres
Les seves obres públiques són les següents: 
- Agustinos Descalzos de Salamanca. Els busts dels fundadors d'aquest convent col·locats a la façana de la porteria.
- Clérigos menores de Salamanca. L'estàtua del beat Caraciolo i el cap i mans d'una altra «de vestir» d'ell mateix.
- Col·legi major d'Oviedo a Salamanca. Un mig relleu de sant Toribi Mogrovejo, a la capella.
- Soterranis del Palau Nou de Madrid. Les estàtues de Viteric i Walia i una medalla en marbre que representa el Consell de guerra.
- Capella reial del Palau Nou de Madrid. Els tres querubins en estuc. Dos nens de la mateixa matèria a les petxines de la finestra que és sobre la porta L'estàtua de la Concepció a l'altar del Crist.
- Als Premostratenses de Madrid. La de sant Norbert en pedra sobre el frontispici de la portada de l'església.
- Oratori del Salvador de Madrid. El tron de núvols sostingut per àngels joves en què hi ha l'estàtua del Salvador, col·locat al retaule principal i dalt d'altres joves i un nen que presenten un cartell.
- San Isidro el Real de Madrid. L'estàtua de la Fe a l'altar major al costat de l'evangeli.
- Passeig del Prado de Madrid. Les cinc estàtues de la font d'Apol·lo.
- Reial Monestir de la Encarnación de Madrid. Els sis àngels de bronze, que són a l'àtic de l'altar, buidats de models d'Alvarez.
- Parròquia de San Sebastián de Madrid. Les estàtues de mida del natural que representen la fugida a l'Egipte, també va executar les altres escultures de la capella de Nostra senyora de Betlem.
- Casa del Duc de Liria de Madrid. Una esfinx de pedra a l'entrada.
- Palau de l'Infante don Luis, a Boadilla del Monte. Va acabar l'escultura [de la font que havia començat el seu mestre Castro.
- Catedral de Toledo. El marbre que és al retaule de la capella dels canonges i representa La Imposició de la casulla a sant Ildefons.
- Palau arquebisbal a Boadilla. L'estàtua de la Concepció a l'oratori del prelat.
- Monestir benedictí de San Millán de la Cogolla. Una estàtua de Nostra Senyora del Roser.
- Villaluenga a l'Arquebisbat de Burgos. Estàtua de sant Antoni en una capella.
- Vall de Mena a Biscaia. Imatge de santa Maria Egipciana que s'apareix a un pastor.
- Parròquia de Chinchón. Imatge de la Nostra Senyora del Roser.
- Parròquia de Colmenar de Oreja. La de sant Antoni de Pàdua.
- Col·legi que va ser de jesuïtes a Conca. La de sant Ignasi de Loyola.[2]